# Grundtvigianisme

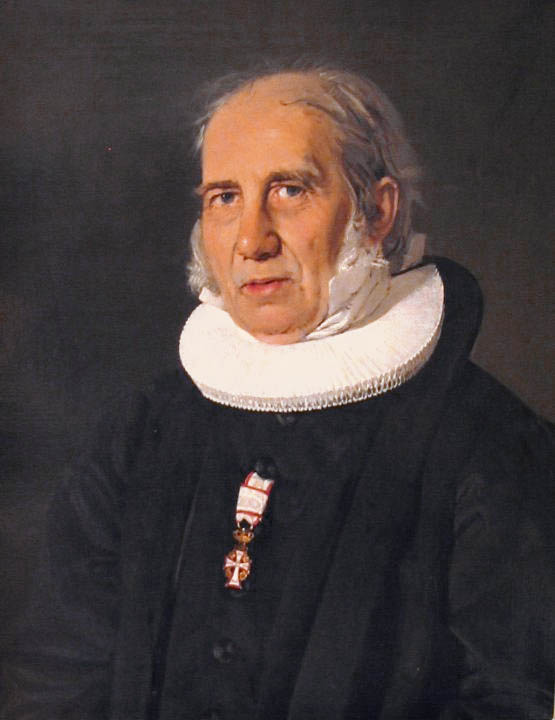
Nikolai F.S. Grundtvig

Le grundtvigianisme est un mouvement ecclésiastique luthérien et un mouvement culturel populaire au Danemark basée sur la vision du pasteur, poète d'hymnes et auteur Nikolai F.S. Grundtvig sur le christianisme, la culture, l'Église et la patrie.
Le grundtvigianisme est l'un des deux mouvements de renouveau danois les plus importants du XIXe siècle ; l'autre est l'Indre Mission (da) (Mission intérieure).